# Isole Trinity
Le isole Trinity sono un piccolo gruppo dell'arcipelago Kodiak situate nel golfo dell'Alaska, (USA). Si trovano a sud dell'isola Kodiak. Amministrativamente appartengono al Borough di Kodiak Island.
Le isole principali sono due: Sitkinak e Tugidak, la terza del gruppo è la piccola Rock Dry. Hanno una superficie di 408,65 km² e il punto più alto è di 181 m. Gli unici 2 abitanti delle isole risiedono su Tugidak.
Le Trinity sono state così denominate nel 1785 da Vitus Bering.